# 조성원 (배우)
조성원(본명: 조현철, 1978년 9월 30일~)은 대한민국의 배우이자 모델이고 연극인이다. 1985년 MBC TV 드라마 《갯마을》에서 아역 배우로 첫 데뷔를 한 그는, 어언 21년 훗날 2006년 3월부터 조성원이라는 예명(藝名)으로 활동했다.

## 학력
- 동국대학교 예술대학 연극영화학과[3][4] 학사(2001년 2월)

## 출연작

### 영화
- 《후회하지 않아》 (2006년) - 조정태 역
- 《예의없는 것들》 (2006년) - 똥무게 일당 2 역
- 《도마뱀》 (2006년) - 박상혁 역
- 《여교수의 은밀한 매력》 (2006년)
- 《형사 Duelist》 (2005년) - 장터 사내들 역
- 《춘향뎐》 (2000년) - 대학생 역

### TV 시리즈
- 《대풍수》(2013년, SBS) - 강독창(한약 선생과 청주 정씨 부인의 맏사위) 역
- 《조선 과학수사대 별순검》 (2005년, MBC Every1) - 오원규 역
- 《베스트극장 - 스톡홀름 신드롬》 (2005년, MBC) - 조상우 역
- 《내일》 (1999년, EBS) - 서광철(고교 인근 동리를 방문한 1999년 새해 손님) 역
- 《내 사랑 내 곁에》 (1998년, KBS1)
- 《여자 대 여자》 (1998년, MBC)
- 《여자》 (1997년, SBS)
- 《스타트》 (1997년, KBS2) - 양영철(연희고(서울 연희고등학교)의 1학년 때 자퇴생 출신이자, 1997년 5월 고등학교 졸업 학력 검정고시 합격자) 역
- 《용의 눈물》 (1997년, KBS1) - 명선자 공자(명승 선생의 첫부인 왕씨 소생 첫째아들) 역(1997년 1월 18일~1997년 2월 2일)
- 《신세대 보고 - 어른들은 몰라요》 (1996년~1997년, KBS)
- 《사랑할때까지》 (1996년, KBS1) - 안윤 역
- 《사랑이 꽃피는 계절》 (1996년, KBS2)
- 《사춘기》 (1995년, MBC) - 지달구(일명 버나드 지 ; Bernard Jhii)[5] 역(단역)
- 《사춘기》 (1994년, MBC) - 손준현(일명 자니 손 ; Johnny Sohn)[6] 역(단역)
- 《들국화》 (1993년, KBS2)
- 《질투》 (1992년, MBC) - 조현도 역
- 《대추나무 사랑걸렸네》 (1990년, KBS2) - 배주완 역(1990년 9월 9일~1992년 1월 5일)
- 《사랑의 굴레》 (1989년, KBS2) - 박승우 역
- 《초대받지 않은 여행》 (1989년, MBC)
- 《또래와 뚜리》 (1988년, MBC)
- 《MBC 베스트셀러극장 - 처세술개론》 (1986년, MBC) - 정아 역
- 《전원일기》 (1986년, MBC)
- 《갯마을》 (1985년, MBC) - 백문기 역(1985년 7월 28일~1986년 8월 10일)

### 라디오 프로그램
- 2015년 EBS FM 《EBS 책 읽는 라디오 낭독 시리즈》

### 뮤직 비디오
- 피닉스 - 《My Love For You》
- 이정민 - 《여자가 되어간다》

### CF
- 《엘리트 학생복》
- 《동아 마이겔 중성펜》
- 《던킨 도너츠》
- 《롯데월드》